# 七瀬いおり
七瀬 いおり（ななせ いおり、1993年11月23日 - ）は、日本のAV女優。JETSTREAM所属。

## 略歴
2020年1月、ケイ・エム・プロデュースのレーベル「million（ミリオン）」専属女優としてAVデビュー。
2020年10月、11月で専属を離れることを発表。
2021年1月、マドンナ専属となる。
2021年10月、9月発売の作品をもってマドンナ専属を終了し企画単体女優となったことを発表。

## 人物
宮城県出身。
趣味は下着集め、お酒、競馬。
小学生の頃に公園に落ちているエッチな本を読んだりしていて、学校の机の角や自転車のサドルに股間を擦りつけてオナニーっぽいことをしていた。
AVは高校生の時から見ていた。
初体験は、高校2年の時に付き合っていた彼と学校帰りの河川敷で。経験人数は4人。
初めてのオナニーは高校卒業の頃で初体験が先だった。
デビュー前は保育士をしていたが、色々なことにチャレンジしてみたくなってAV女優になった。

## 映像作品

### アダルトDVD
- 新人 七瀬いおり デビュー（1月17日、million）
- 絶頂敏感セックス 激イキ初3Pピストン（2月14日、million）
- 高級ソープランド 新人巨乳嬢（3月13日、million）
- 密着濃厚セックス3本番（4月10日、million）
- 性感開発 オイルエステ（5月15日、million）
- 初中出し解禁（6月12日、million）
- 巨乳競泳水着インストラクター 透ける乳首ぽっち…ぷっくりモリマン…（7月10日、million）
- ボクは友達のママに優しく犯され続けました。（8月14日、million）
- 緊縛解禁 M覚醒（9月11日、million）
- ほろ酔いセックス 温泉旅館（10月9日、million）
- 女教師 凌辱中出し輪姦 学校で生徒たちに脅されて集団で犯された私（11月13日、million）
- 七瀬いおり コンプリートBEST 4時間（12月25日、million）※ベスト盤

- 専属 電撃移籍 七瀬いおり Madonnaデビュー!! 無我夢中で貪り合う濃厚ベロキスSEX3本番（2月7日、マドンナ）
- 水泳教室NTR グラマラス美女『電撃専属』第2弾!!初本格NTR作品!!（3月7日、マドンナ）[9]
- 夫の上司に犯され続けて7日目、私は理性を失った…。（4月7日、マドンナ）
- 母の友人（5月7日、マドンナ）
- 「ねぇ? あなた、本当に童貞なの?」 〜童貞詐欺にイカされ続けた人妻〜（6月7日、マドンナ）
- 人妻晒し 表の顔は貞淑妻、裏の顔は変態妻の公開記録―。（7月7日、マドンナ）
- マドンナ美巨乳W専属 豪華初共演!!  同窓会の夜、ビジホで二次会ヘブンズ逆3P。 〜何度も何度も中出し不倫に溺れた一夜限りの過ち〜 友田真希 七瀬いおり（8月7日、マドンナ）
- 淋しい観賞魚―。（9月14日、マドンナ）
- 現役キャビンアテンダントの皆さん! 童貞君の筆おろし『おもてなし』してくれませんか? 素股という言葉を知らない別世界の住人に包茎ち○ぽ擦りつけてそのままヌルンッ! 屈辱メス堕ちした空の女神にドピュドピュ生中出し! 美人美脚CA厳選スペシャル（10月22日、赤面女子）※オムニバス作品
- 巨乳人妻温泉デート 艶やかで色気満載の美白美肌妻 詩織28歳（10月22日、ま○こ銀行）※「詩織」名義
- ナンパコ03 深夜までの激務からの解放でエロスイッチが入った美脚美人OLをナンパして連続中出し!（10月27日、FIRST STAR）
- 義母さんだって孕みたい。（10月28日、タカラ映像）
- おしゃぶり予備校 79（11月1日、FS.KnightsVisual）
- 失楽妻 抑えきれない愛欲（11月2日、アタッカーズ）
- お義母さん、にょっ女房よりずっといいよ…（11月25日、タカラ映像）
- 「お義父様、許してこれ以上されたら私は…」夫の父の絶倫肉棒にイキまくる嫁…（11月27日、グラフィティジャパン）
- まだ終わらせないで… 娘の恋人に抱かれた母親（12月7日、アタッカーズ）
- あん時のセフレは… 友人の母親（12月9日、タカラ映像）
- 舌叫 アナコンダ喉姦イラマチオ（12月21日、ドグマ）
- 恥辱の教室 剃毛女教師（12月21日、バミューダ）
- 「童貞クン、ヌイてやろうか?」 元ヤンの義姉はパンツ丸見えは当たり前! 下品でエロい! いつも童貞と僕をバカにしてるけど、パンツに興奮した僕を面白がってある日魅力的なお誘いが! 実は超敏感な義姉も盛り上がって結局筆おろしされちゃいました!（12月23日、アイエナジー）
- ハメドリズム 07（12月25日、HMJM）他出演1名
- 七瀬いおりレズ解禁!×春菜はな×新村あかり ～巨乳美女3人が激しく絡み合う淫乱レズSEX!（12月28日、セレブの友）

- 2泊3日の夫婦交換キャンプ（1月11日、ながえSTYLE）
- 不貞妻は淫らに股を開く（1月13日、センタービレッジ）
- 緊縛NTR堕ちしたマゾ人妻の調教記録（1月14日、h.m.p）
- 精液と愛液に咽ぶFカップ真正淫乳不倫主婦 夫以外の男との、娼婦の様なご奉仕変態セックスに溺れるわたし…（1月25日、オーロラプロジェクト）
- 夫は知らない中出し調教の日々 ～性豪ドクターに猥褻治療を施され何度も逝きまくったドM人妻 七瀬いおり～（1月25日、NAGIRA）
- マンションの管理人に寝取られたセックスレスのマンネリ妻（1月25日、マザー）
- 彼氏を交換する3姉妹 春菜はな・新村あかり・七瀬いおりの彼氏スワッピング物語（1月25日、セレブの友）
- 人妻たちのガチイキ丸見えディルドオナニー III（1月27日、グラフィティジャパン）※オムニバス作品
- 貞操帯の女 28 七瀬いおり（2月1日、アタッカーズ）
- お色気P●A会長＆悩殺女教師と悪ガキ生徒会 紗々原ゆり 七瀬いおり（2月1日、グローリークエスト）
- リピーター続出! 全方位おっぱいホールド! 発射無制限! 極エロボディの美人エステティシャンが金玉からっぽになるまで抜いてくれる密着種絞りメンズエステ（2月3日、MILK）
- スチュワーデスin...（脅迫スイートルーム） 七瀬いおり（2月4日、ドリームチケット）
- 担任の私と男子生徒が涎を垂れ流し何度も夢中で舌を絡めるご両親不在のベロチュウ家庭訪問（2月22日、VENUS）
- 憧れの女上司と 七瀬いおり（2月24日、タカラ映像）
- セレブ妻調教 夫以外の子種で、孕むまで終わらない… 恥辱懐妊までの地獄の30日間 七瀬いおり（3月8日、オーロラ・プロジェクト）
- 投稿実話 妻がまわされた17 ～旅館女将の汚された肉体～ 七瀬いおり（3月8日、ながえSTYLE）
- 人妻の花びらめくり 七瀬いおり（3月15日、人妻援護会/エマニエル）
- ウーマナイザーオナニー 2（3月15日、グローリークエスト）※オムニバス作品
- 無意識に僕を挑発してくるムチ尻巨乳の叔母 七瀬いおり（3月20日、STAR PARADISE）
- THE剃毛 有名人気女優7人の割れ目を暴く!（3月22日、バミューダ）※オムニバス作品
- こんな私で「ごめんなさい」オナニー全員集合! 2（4月12日、セレブの友）※オムニバス作品
- 不倫パパ活で性欲を満たす、極上癒しボディの人妻【性欲の赴くまま他人チ●ポに溺れる】いおりさん (28)（4月23日、Shark）
- 奴隷色の令嬢秘書 七瀬いおり（5月3日、アタッカーズ）
- 素人ナンパ 普段は受け身で包容力がある巨乳お姉さんが優しくリードする痴女プレイに挑戦! 初めての乳首責め! 初めての童貞筆おろし! 七瀬いおり / 宝生リリー（6月9日、アイエナジー）
- 親友のお母さんに肉体関係を迫ってみたら… 七瀬いおり（7月20日、STAR PARADISE）

- カメラの前でおしっこする女 5（11月26日、グローリークエスト）

### VR
- 10日間不在の間に欲望を抑えまくった彼女と狂ったようにSEXした夜（2020年8月31日、KMPVR-彩-）
- マドンナ初VR 七瀬いおり 隣の地味な人妻・いおりさんが脱いだら身体は全然地味じゃなかった 水着姿のムッチムチ人妻と密着汗だく不倫!熱く舌先を絡め合うベロチューセックス!（2021年9月3日、マドンナ）

### 配信限定
2021年
- 〈このご時世だからこそヤレるッ赤字店の看板妻と乳尻ぷるぷる激震SEX!!〉That's経営難のカレー屋を営む巨乳妻!お店の為に他人チ○ポをお口でご奉仕!アタマ摑まれ強引バキュームフェラ!強烈口内射精!さっきの行為が忘れられず、隠れオナニー!覚醒する本能!夫以外の身体をしゃぶり尽す舐めグルイ妻!嫌な事は全部忘れて快楽に没頭!エビ反りイキ連発!大絶叫中出し連発!合計4射精!!!（10月17日、プレステージプレミアム）
- 【Fカップえろ乳人妻】【真性ド淫乱エチョナ】【他人棒NNフェチ】重度のド淫乱美女がセフレ男と温泉お忍びSEXデート!!もちろんゴム無し中出しマスト!!托卵上等の心掛け…清々しい程にドクズスケベtheSEXエチョナの看板に偽りなし!!吸っては求め跨り求めて快楽貪る姿は旦那には見せない!!見せれない!!今世紀最大の悪女の魅せるSEXは必見であります♪/ラブホドキュメンタリー休憩2時間/121（10月17日、プレステージプレミアム）
- 【初撮り】【揉みしだかれる美巨乳】【発情MAXで淫語連発】色気ダダ漏れで男を悩殺する美人ヨガインストラクターが降臨。艶々のロングヘアーを大きく振り乱しながら男の上で激しく腰をグラインドさせ、自ら快楽の高みへと昇り詰めていく。 ネットでAV応募→AV体験撮影 1663（10月24日、シロウトTV）
- No.1175 七瀬 香（10月28日、舞ワイフ）

### イメージDVD
- Iori 桃色えちえちおねえさん（2020年12月3日、REbecca）
- 明日はきっと晴れるよ!（2021年12月23日、Superlative）

## 書籍・出版物

### 写真集
- 七色 七瀬いおり写真集（2021年12月23日、 ジーウォーク、撮影：篠原潔）ISBN  978-4-86717-267-4

### デジタル写真集
2020年
- 巨乳競泳水着インストラクター（11月20日、ケイ・エム・プロデュース）

2021年
- 女教師凌辱中出し輪姦（2月12日、ケイ・エム・プロデュース）
- Iori 桃色えちえちおねえさん（2月12日、REbecca）
- Iori 七瀬いおり【ヌード写真集】（10月22日、プレステージ出版、撮影：富田恭透）
- Iori 七瀬いおり【グラビア写真集】（10月22日、プレステージ出版、撮影：富田恭透）

2022年
- れいむ 七瀬いおり vol.01～vol.07（4月1日、ジーウォーク、撮影：篠原潔）

### 雑誌
- 月刊サイゾー 2020年2月号（サイゾー） - グラビア「下着と水着の考証学」[10]
- 月刊FANZA 2020年4月号（ジーオーティー） - インタビュー「HATSUMONO!」
- 週刊実話 2021年2月25日号（日本ジャーナル出版） - 袋とじ「元保育士の妖艶美女が脱いだ!!」[11]

## 出演

### ラジオ
- 盛合でぇすけのMOTTO SHIN-SAPPORO → でぇすけ・ユーキ・いおりのMOTTO SHIN-SAPPORO[12]（2020年10月1日 - 、RADIOワンダースレージ）